# Кьюбан, Марк
Марк Кьюбан (англ. Mark Cuban, род. 31 июля 1958) — американский предприниматель, миллиардер. Владелец баскетбольной команды Национальной баскетбольной ассоциации «Даллас Маверикс», владелец Landmark Theatres, председатель AXS TV. На 2021 год состояние Кьюбана оценивается в 4,4 млрд долларов.

## Биография
Марк Кьюбан родился в Питтсбурге, Пенсильвания. Вырос в пригороде Питсбурга Маунт Лебанон (Mt. Lebanon) в еврейской семье. Когда его дед эмигрировал из России в США, он сократил и модифицировал свою фамилию Хабенский. Отец Марка Нортон изготавливал обшивку для автомобильных сидений. Первую сделку Марк совершил в 12 лет, когда продал мусорные пакеты, чтобы купить пару баскетбольных кроссовок. Во время обучения в школе подрабатывал барменом, инструктором по танцам и организатором вечеринок. Оплачивал обучение в колледже, коллекционируя и продавая почтовые марки, а однажды заработал $1100, начав рассылку письма счастья.
До того, как он окончил среднюю школу, Кьюбан поступил в Университет Питтсбурга, где после года обучения перевелся в Индианский университет в Блумингтоне, который закончил в 1981 году, получив степень бакалавра делового администрирования.

## Личная жизнь
В сентябре 2002 года Кьюбан женился на Тиффани Стюарт, менеджере по работе с клиентами в одном из рекламных агентств. Бракосочетание проходило на Барбадосе. Первая дочь Алексис София родилась 25 сентября 2005 года, вторая дочь Алисия родилась в 2007 году. Семья живёт в Престон-Холлоу (Preston Hollow), пригороде Далласа, в особняке, приобретённом Кьюбаном за 13 млн долларов.

## Начало карьеры
Кьюбан переехал в Даллас, Техас в 1982 году. Вначале работал барменом, потом продавцом в компании Your Business Software, которая была одной из первых компаний города по продаже программного обеспечения для компьютеров. Менее чем через год Кьюбан уволился, чтобы создать собственную компанию.
Кьюбан вместе с одним из своих бывших клиентов из Your Business Software организовал компанию MicroSolutions. Эта компания одна из первых начала предлагать такие продукты, как Carbon Copy, IBM Lotus Notes и CompuServe. Одним из крупнейших клиентов компании была компания Perot Systems. В 1990 году Кьюбан продал MicroSolutions компании CompuServe, филиалу H&R Block за 6 млн долларов. После сделки и уплаты всех налогов Кьюбан получил примерно 2 млн долларов.
В 1995 году Кьюбан вместе с ещё одним выпускником Университета Индианы Тодом Вагнером и Кристофером Джаебом основал компанию Audionet, которая совмещала его интересы студенческим баскетболом и вещанием по интернету. В 1998 году компания была переименована в Broadcast.com. В 1999 году в Broadcast.com работало 330 человек, а доход компании за второй квартал составил 13.5 млн долларов. В 1999 году во время дотком бума Yahoo! купило Broadcast.com за 5.9 млрд долларов. (сам Кьюбан заработал более 1 млрд ), через 3 года закрыв сайт (данная сделка, ставшая самой дорогой в истории Yahoo, считалась самой провальной на рынке интернета).
В своем рейтинге «Самых богатых людей в мире» журнал Форбс поставил Кьюбана на 400 место, оценив его состояние в 2.4 млрд долларов. В октябре 1999 года покупка за 40 млн долларов самолета Gulfstream V, была внесена в Книгу рекордов Гиннесса, как самая большая транзакция в электронной коммерции.
После продажи Broadcast.com, Кьюбан продолжил работать с Вагнером в компании по производству и распространению фильмов и видео 2929 Entertainment. 24 сентября 2003 года их компания купила Landmark Theatres, сеть из 58 кинотеатров. Они также участвовали в обновлении телевизионной версии Star Search, которую показывал CBS. 2929 Entertainment также выпустила фильм Стивена Содерберга «Bubble» в кинотеатрах и на DVD.
В ноябре 2003 года фотография Кьюбана появилась на обложке журнала Best, в котором рассказывалось о приходе телевидения высокой четкости. Кьюбан также является сооснователем компании HDNet, первой спутниковой телевизионной сети высокой четкости.
В феврале 2004 года Кьюбан объявил, что он будет работать с телеканалом ABC в производстве реалити-шоу «The Benefactor», в котором участники соревнуются за 1 млн долларов, проходя различные конкурсы. Премьера шоу состоялась 13 сентября 2004 года, но из-за плохих рейтингов шоу было закрыто после первого сезона.

## Даллас Маверикс
4 января 2000 года Кьюбан выкупил контрольный пакет акций команды «Даллас Маверикс» (НБА) за 285 млн долларов у Росса Перо, младшего (H. Ross Perot, Jr.).
В предыдущие 20 лет, до того как Кьюбан купил команду, «Маверикс» выигрывали всего 40% матчей, а статистика игр в плей-офф составила 21-32. За 10 лет владения командой процент побед в регулярном чемпионате составил 69%, тогда как в плей-офф были одержаны 49 побед при 57 поражениях. В сезоне 2005/06 гг. команда впервые вышла в финал чемпионата НБА, где проиграла «Майами Хит» в серии из шести матчей 2-4. В сезоне 2010/11 гг. команде удалось впервые стать чемпионом НБА, обыграв в финале «Майами Хит» в серии из шести матчей 4-2.
Обычно владельцы клубов смотрят баскетбольные матчи из VIP-лож, однако Кьюбан садится рядом с фанатами. На выездные матчи Кьюбан летает на своем самолете Gulfstream V.
В мае 2010 года, Росс Перо младший, владеющий 5% акций, подал судебный иск против Кьюбана, утверждая, что франшиза является неплатежеспособной или близка к этому. В июне 2010 года Кьюбан выступил в суде, где заявил, что Перо не в том месте ищет деньги, чтобы покрыть свои убытки в размере 100 млн долларов при реконструкции Виктори парка.
В июне 2015 года Кьюбан инвестировал в киберспортивную букмекерскую платформу Unikrn.

## Fallen Patriot Fund
Кьюбан организовал фонд Fallen Patriot Fund для помощи семьям, чьи родственники погибли или получили ранения в Иракской войне. Марк перевел на счет этого фонда 1 млн долларов из своего фонда Mark Cuban Foundation, которым руководит его брат Браин Кьюбан.

## Фильмография
- Акулий торнадо 3 (2015) — Президент США
- Shark Tank (TV series) один из "акул" во 2-м и 3-м сезоне шоу
- Красавцы (5 эпизодов, 2010—2011)
- WWE Raw (эпизод в 2009 году)
- Breaking the F-ing Rules (2007 film) в роли «Seamus»
- The Loop (сериал, эпизод в 2007 году)
- All In (2006)
- Like Mike 2: Streetball (2006) в роли «Drop Squad Coach»
- Survivor Series (2003)
- The Cookout (2004)
- Крутой Уокер: правосудие по-техасски (сериал эпизод в 2000 году) в роли «Mark Smith»
- Lost at Sea (1995) в роли «Villain»
- Talking About Sex (1994) в роли «Macho Mark»
- Миллиарды (2016) в роли самого себя
- The Rookie (Новичок) (2018) S2E1 в роли самого себя